# Nosophora flavibasalis
Nosophora flavibasalis là một loài bướm đêm trong họ Crambidae.